# Haplosomoides nigricollis
Haplosomoides nigricollis es una especie de insecto coleóptero de la familia Chrysomelidae.
Fue descrita científicamente en 2000 por Medvedev.